# .vn
.vn ist die länderspezifische Top-Level-Domain (ccTLD) von Vietnam. Sie wurde am 14. April 1994 eingeführt und dem Ministerium für Information und Kommunikation zugeordnet. Den operativen Betrieb verantwortet das sogenannte Vietnam Internet Network Information Center (kurz VNNIC).
Die Anzahl der nationalen Domainnamen „.vn“ überstieg 500.000 Domains, belegte in Südostasien – ASEAN den ersten Platz und in der Region Asien – Pazifik den 10. Platz in Bezug auf die Anzahl der verwendeten Domainnamen.
.vn-Domainnamen mit 1 oder 2 Zeichen werden über eine Auktion registriert
Es gibt 43 1-stellige .vn-Domänennamen, darunter: 36 Domänennamen mit einem einfachen ASCII-Zeichen (a, b, c, .. .X, y, z, 0, 1, 2, 3, .. 7, 8 , 9.vn) und 7 Domainnamen mit einem Vietnam-spezifischen Zeichen (â, ă, đ, ê, ô, ơ, ư.vn). Es gibt 1296 2-stellige Domänennamen mit einer Kombination von ASCII-Zeichen (a0, a1, a2, …, z7, z8, z9.vn).

## Geschichte
Die Top-Level-Domain zeichnete sich in den ersten Jahren durch vergleichsweise restriktive Bedingungen aus. So war es zum Beispiel nicht möglich, als Ausländer eine Domain zu registrieren. Außerdem standen Adressen lediglich auf dritter Ebene zur Verfügung. Erst seit Juli 2005 können Second-Level-Domains angemeldet werden. Im Jahr 2007 gab VNNIC seine Rolle als Domain-Registrar auf und konzentrierte sich ausschließlich auf die Verwaltung von .vn als Registry, wie es auch im Falle andere ccTLDs üblich ist.

## Kriterien
Insgesamt darf eine .vn-Domain zwischen drei und 63 Zeichen lang sein. Es werden nur alphanumerische Zeichen unterstützt, internationalisierte Domainnamen sind derzeit noch nicht möglich. Jede natürliche oder juristische Person darf eine .vn-Domain registrieren, ein Wohnsitz oder eine Niederlassung in Vietnam sind nicht notwendig. Unter einer .vn-Domain darf keine Pornografie bereitgestellt werden.